# Nikolay Yevseyev
Nikolay Sergeyevich Yevseyev (en russe : Николай Сергеевич Евсеев), né le 16 avril 1966, est un nageur soviétique.

## Biographie
Nikolay Yevseyev remporte aux championnats du monde 1986 à Madrid la médaille d'argent du relais 4 × 100 mètres nage libre et la médaille de bronze du relais 4 × 100 mètres quatre nages. Il en fait de même lors des Jeux olympiques d'été de 1988 à Séoul, où il est aussi éliminé en séries du relais 4 × 200 mètres nage libre.
Il devient ensuite entraîneur de natation, comptant parmi ses élèves la nageuse allemande Angela Maurer qu'il épouse et avec lequel il a un fils, Maxim.